# 東彼得克里克鎮區 (阿肯色州克利本縣)
東彼得克里克鎮區（英語：East Peter Creek Township）是位於美國阿肯色州克利本縣的一個行政鎮區。

## 地方資料
東彼得克里克鎮區的面積為74.48平方千米，當中陸地面積為74.48平方千米，而水域面積為0.00平方千米。根據2010年美國人口普查的數據，當地共有人口716人，而人口密度為每平方千米9.61人。